# يوهان أوتو هوش
يوهان أوتو هوش (بالألمانية: Johann Otto Hoch) هو قاتل متسلسل ألماني، ولد في 1855 في Horrweiler ‏ في ألمانيا، وتوفي في 23 فبراير 1906 في شيكاغو في الولايات المتحدة بسبب شنق.